# 高井戸駅
高井戸駅（たかいどえき）は、東京都杉並区高井戸西二丁目にある、京王電鉄井の頭線の駅。井の頭北管区所属。駅番号はIN12。

## 年表
- 1933年（昭和8年）8月1日：帝都電鉄の駅として開設。当時は築堤上にあった。
- 1940年（昭和15年）5月1日：小田原急行鉄道と合併、同社帝都線の駅となる。
- 1942年（昭和17年）5月1日：小田急電鉄[注釈 1]が東京急行電鉄（いわゆる大東急）へ併合される。
- 1948年（昭和23年）6月1日：東急から京王帝都電鉄が分離、同社井の頭線の駅となる。
- 1972年（昭和47年）3月15日：都道311号環状八号線開通に伴い、高架化。
- 1989年（平成元年）2月：京王初の冷暖房付待合室新設[1]。

## 駅構造
島式ホーム1面2線を有する高架駅。東京都道311号環状八号線（環八通り）上に位置している。ホーム幅（1・2番線間の距離）は井の頭線の他の島式ホーム駅と比べて広めとなっている。近年、吉祥寺側に防風柵が新設された。（※渋谷側には設置されていなかったが、2019年（令和元年）冬頃より整備工事が始まっている。）
2006年（平成18年）12月に駅舎と駅高架下の京王クラウン街リニューアル工事が完了、京王リトナード高井戸が完成した。

### のりば
| 番線 | 路線     | 方向 | 行先                     |
| ---- | -------- | ---- | ------------------------ |
| 1    | 井の頭線 | 下り | 久我山・吉祥寺方面       |
| 2    | 井の頭線 | 上り | 明大前・下北沢・渋谷方面 |

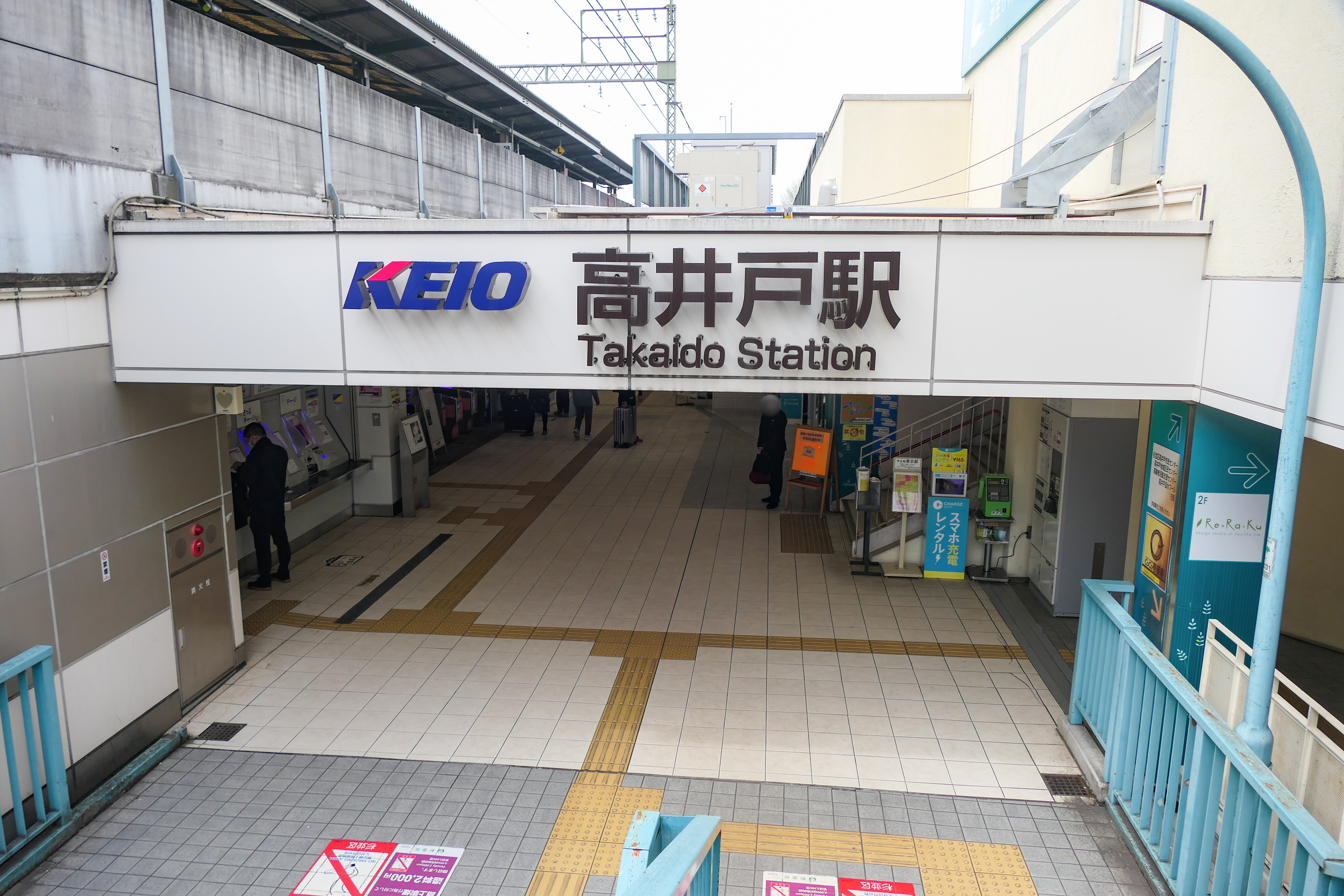
北側入口（2023年3月）
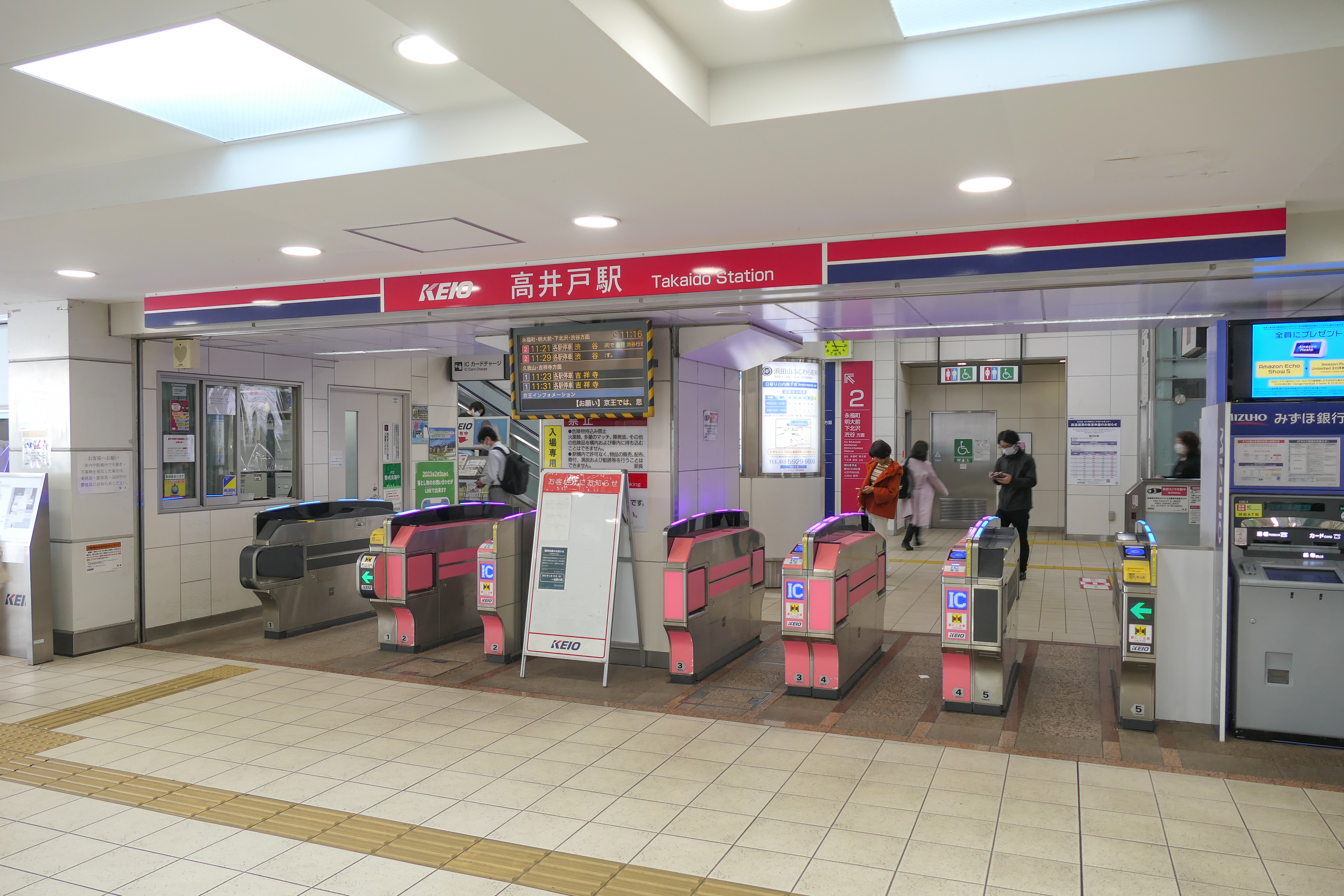
改札口（2023年3月）
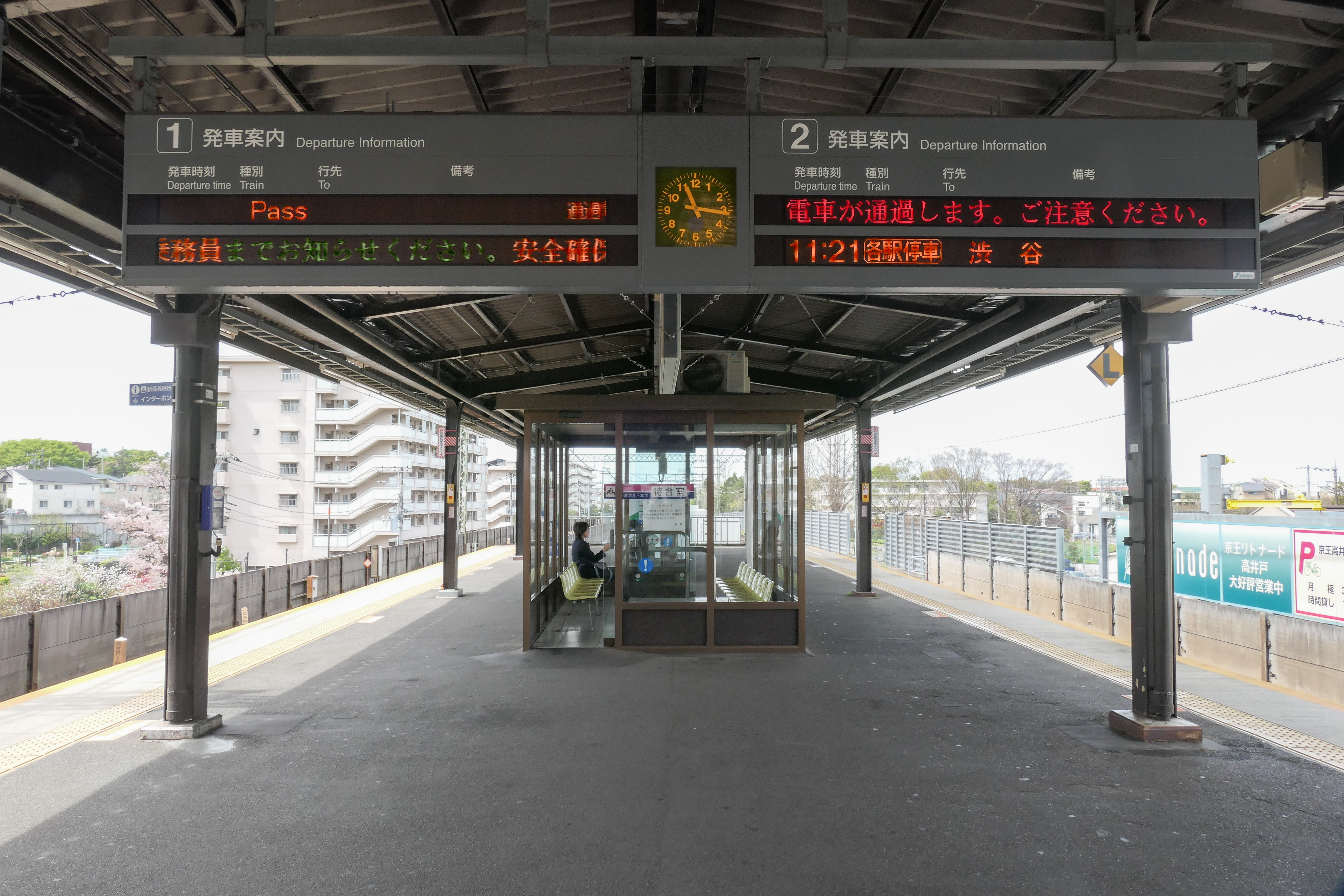
ホーム（2023年3月）

## 利用状況
2024年度（令和6年度）の1日平均乗降人員は37,789人である。利用者数は井の頭線内では渋谷、吉祥寺、明大前、下北沢に次いで5番目に多く、急行通過駅では利用者数が最も多い。
近年の1日平均乗降・乗車人員の推移は以下の通り。
| 年度               | 1日平均 乗降人員 | 1日平均 乗車人員 | 出典     |
| ------------------ | ---------------- | ---------------- | -------- |
| 1955年（昭和30年） | 6,508            |                  |          |
| 1960年（昭和35年） | 11,745           |                  |          |
| 1965年（昭和40年） | 14,844           |                  |          |
| 1970年（昭和45年） | 16,472           |                  |          |
| 1975年（昭和50年） | 20,949           |                  |          |
| 1980年（昭和55年） | 27,421           |                  |          |
| 1985年（昭和60年） | 35,941           |                  |          |
| 1990年（平成02年） | 38,065           | 18,759           | [ * 1 ]  |
| 1991年（平成03年） |                  | 18,945           | [ * 2 ]  |
| 1992年（平成04年） |                  | 18,712           | [ * 3 ]  |
| 1993年（平成05年） |                  | 18,690           | [ * 4 ]  |
| 1994年（平成06年） |                  | 18,948           | [ * 5 ]  |
| 1995年（平成07年） | 37,791           | 18,894           | [ * 6 ]  |
| 1996年（平成08年） | 37,760           | 18,923           | [ * 7 ]  |
| 1997年（平成09年） | 36,987           | 18,443           | [ * 8 ]  |
| 1998年（平成10年） | 36,827           | 18,442           | [ * 9 ]  |
| 1999年（平成11年） | 36,976           | 18,574           | [ * 10 ] |
| 2000年（平成12年） | 37,820           | 18,827           | [ * 11 ] |
| 2001年（平成13年） | 37,553           | 18,808           | [ * 12 ] |
| 2002年（平成14年） | 36,847           | 18,422           | [ * 13 ] |
| 2003年（平成15年） | 38,143           | 18,910           | [ * 14 ] |
| 2004年（平成16年） | 38,334           | 19,022           | [ * 15 ] |
| 2005年（平成17年） | 38,848           | 19,270           | [ * 16 ] |
| 2006年（平成18年） | 39,867           | 19,800           | [ * 17 ] |
| 2007年（平成19年） | 41,099           | 20,486           | [ * 18 ] |
| 2008年（平成20年） | 41,260           | 20,597           | [ * 19 ] |
| 2009年（平成21年） | 41,513           | 20,705           | [ * 20 ] |
| 2010年（平成22年） | 41,984           | 20,940           | [ * 21 ] |
| 2011年（平成23年） | 41,374           | 20,587           | [ * 22 ] |
| 2012年（平成24年） | 42,861           | 21,381           | [ * 23 ] |
| 2013年（平成25年） | 43,494           | 21,693           | [ * 24 ] |
| 2014年（平成26年） | 43,519           | 21,682           | [ * 25 ] |
| 2015年（平成27年） | 44,131           | 21,945           | [ * 26 ] |
| 2016年（平成28年） | 44,299           | 22,063           | [ * 27 ] |
| 2017年（平成29年） | 43,994           | 21,912           | [ * 28 ] |
| 2018年（平成30年） | 44,392           | 22,104           | [ * 29 ] |
| 2019年（令和元年） | 44,197           | 21,967           | [ * 30 ] |
| 2020年（令和02年） | 32,257           | 16,060           | [ * 31 ] |
| 2021年（令和03年） | 33,435           |                  |          |
| 2022年（令和04年） | 35,673           |                  |          |
| 2023年（令和05年） | 37,317           |                  |          |
| 2024年（令和06年） | 37,789           |                  |          |

## 駅周辺
東京23区有数の住宅地で、閑静な住宅街が広がる。駅に面して東京都道311号環状八号線道路が走っており、定期バス路線の停留所もある。
駅北側には杉並区立高井戸小学校や高井戸温泉美しの湯、日本年金機構本部がある。また、駅北東側にはケンコーマヨネーズ本社、杉並清掃工場及びその廃熱を利用した温水プールがある杉並区高井戸地域区民センター、高井戸保健センターがある。杉並清掃工場は、かつて美濃部都政時代に東京ゴミ戦争のきっかけとなった。杉並清掃工場内には、その歴史を伝える東京ごみ戦争歴史みらい館がある。また、かつては日本ヒューレット・パッカード (HP) の本社をはじめ、同社および同社から分離したアジレント・テクノロジーの事業所が散在していたが、2011年5月にHPの事業所が江東区大島に集約されたことにより、当駅周辺の事業所はすべて閉鎖された（閉鎖後、跡地には現在マンションが建てられている）。
南西側は神田川もある住宅地で、都営住宅が広がっている。また、徒歩5分の場所にテレビドラマのロケ撮影が度々行われる浴風会本館（社会福祉法人浴風会）がある。
南東側には高井戸駅前郵便局、大相撲の芝田山部屋（師匠は第62代横綱の大乃国康）がある。また、南東側線路沿いの神田川は桜の名所であり、ホーム上からも堪能できる。

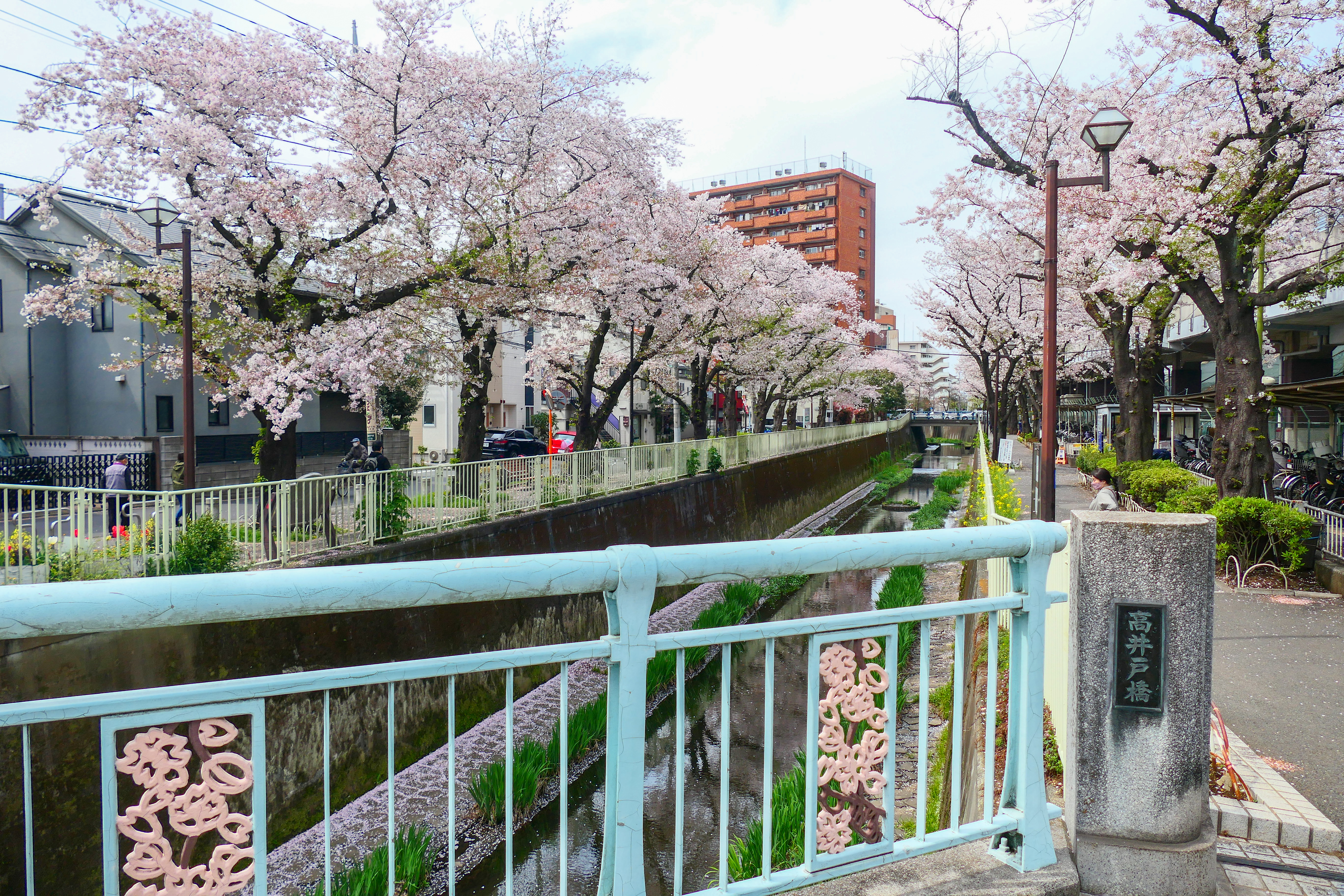
駅の南西側を流れる神田川と高井戸橋

### 商業施設
- オオゼキ（旧・東急ストア）
- 高井戸天然温泉「美しの湯」

### バス路線
最寄り停留所は駅高架下の環八通り上にある「高井戸駅」で、関東バスにより運行される以下の路線が発着する。なお、のりば番号については同社公式サイト「関東バスナビ」で表示されている便宜上の番号であり、実際は何も表記されていない。京王バスの高井戸駅入口は駅名を冠するが、駅からは450m程度離れている。
- のりば1（東側）
  - 荻54：芦花公園駅行
  - 荻58：千歳烏山駅経由 北野行
  - 烏01：千歳烏山駅経由 久我山病院行
  - 湾01：お台場 グランドニッコー東京 台場・国際展示場駅前経由 有明ガーデン行（乗車専用、土曜・休日のみ）[6][7]
  - 湾02：横浜・八景島シーパラダイス行（乗車専用、土曜・休日のみ、冬期運休あり）
- のりば2（西側）
  - 荻54・荻58：荻窪駅南口行
  - 湾01：武蔵野営業所行（降車専用）[6]
  - 五日市街道営業所
- 京王バス（高井戸駅入口）
  - 鷹64（出入庫）：久我山駅行、永福町行
  - 深夜急行バス・井の頭線沿線系統：渋谷駅発吉祥寺駅行（降車専用）

## 隣の駅
京王電鉄
 井の頭線
■急行
通過
■各駅停車
浜田山駅 (IN11) - 高井戸駅 (IN12) - 富士見ヶ丘駅 (IN13)

## 舞台となった作品
映画
- ファンキーハットの快男児：主演・千葉真一、監督・深作欣二による1961年（昭和36年）の日本映画で、誘拐犯に騙されて高井戸駅におびき寄せられる。